# Old Scripps Building
Old Scripps Building sito a La Jolla, in California, costruito nel 1909, è il più antico edificio di ricerca oceanografica in uso negli Stati Uniti d'America. È stato il primo edificio della Scripps Institution of Oceanography, primo istituto oceanografico della nazione, fondato nel 1903. L'istituzione è ora parte della University of California, San Diego.
L'edificio è stato progettato da Irving Gill, architetto modernista. Si tratta di un primo esempio di tecnica di costruzione in cemento armato.
Old Scripps Building è stato dichiarato National Historic Landmark (monumento storico nazionale) nel 1982.